# NGC 795
NGC 795 is een elliptisch sterrenstelsel in het sterrenbeeld Eridanus. Het hemelobject werd op 27 oktober 1834 ontdekt door de Britse astronoom John Herschel.

## Synoniemen
- PGC 7552
- ESO 153-8
- AM 0158-560